# Phytomyza arnicae
Phytomyza arnicae är en tvåvingeart som beskrevs av Erich Martin Hering 1925. Phytomyza arnicae ingår i släktet Phytomyza och familjen minerarflugor. Arten är reproducerande i Sverige. Inga underarter finns listade i Catalogue of Life.